# 小崎隆雄
小崎 隆雄 (こさき たかお、1929年7月29日 - 2015年9月21日) は、日本の洋画家である。

## 人物・来歴
東北大学教育学部卒。大学時代から、洋画家杉村惇（仙台市名誉市民）に師事。大学卒業後、中学校の美術教師をしながら宮城県仙台市太白区にて活動。絵画を制作し、日展、日洋会展、河北展、県芸術展などで作品を発表した。
1973年に第1回東北・北海道選抜美術展出品し、1978年に日展新人選抜展出品。1982年に日洋会展審査員となる。
1985年から1990年まで、「仙台市彫刻のある街づくり」委員を務める。1985年から1998年まで宮城県美術館協議会の委員を務める。
1988年から1992年まで、仙台市勤労者美術展の審査員を務める。
1990年より河北TBCカルチャーセンターにて絵画講師を務める。

## 受賞歴（主なもの）
- 1949年 - 河北美術展に入選。
- 1966年 - 光風会展に入選 (1974年会友、1978年退会) 。
- 1968年 - 日展に入選 (以後入選18回、1984年会友) 、宮城県芸術祭美術展にて芸術祭賞。
- 1972年 - 河北美術展にて知事賞。
- 1977年 - 河北美術展にて奨励賞、第1回日洋展に入選 (1980年審査員、1982年運営委員) 。
- 1978年 - 宮城県芸術選奨受賞。
- 1997年 - 郵政大臣表彰、明仁天皇に拝謁。
- 1998年 - 宮城県教育文化功労賞。
- 2002年 - 地域文化功労者文部科学大臣表彰。

## 所属団体
- 日展 - 会友
- 日洋会 - 運営委員[2]
- 河北美術展 - 顧問[1]
- 光旗会 - 会員
- (社) 宮城県芸術協会 - 理事